# پی‌اس فرونتناک
پی‌اس فرونتناک (به انگلیسی: PS Frontenac) یک کشتی بود. این کشتی در سال ۱۸۱۷ ساخته شد.